# Noemia apicalis
Noemia apicalis là một loài bọ cánh cứng trong họ Cerambycidae.